# 广州城市原点标志
广州城市原点标志位于中国广州市越秀区中山五路人民公园南广场。

## 建造历史
原点标志设计方案始于2005年3月，2010年开始建设，同年8月建成，10月21日揭幕。由广州市城市规划勘测设计研究院设计，越秀区人民政府广卫街办事处承建，造价约350万元。

## 标志物
其位于广州传统中轴线上，此处自建城以来一直是广州政治、文化、商业、交通中心点。原点标志物直径3米，表面微凸起约15厘米，外围采用黑金刚砂花岗岩，内侧圆盘由精铜浇铸，厚度达2厘米，重3吨。表面刻有南越王墓出土的龙凤纹重环玉佩和铜樽上的羽人驾舟浮雕等富有岭南民俗文化特征的图案，以及广州城市原点地理坐标、高程、建造时间等数据。原点标志设置了踩踏功能。
位于原点标志东侧还有广州古城十八门沙盘雕塑，以1：1500比例展示清代广州城郭概貌。

## 類似地標
- 聖保羅市原點碑（葡萄牙語：Marco zero da cidade de São Paulo）（巴西）